# Кавказский 8-й стрелковый полк
8-й стрелковый Кавказский полк — пехотная часть русской императорской армии.
Старшинство — 12 июля 1887. Полковой праздник — 17 октября.

## История
12 июля 1887 из туземного населения сформирована 4-я Кавказская Туземная стрелковая дружина в составе 4-х рот, расквартировались в Душети. 8-й Кавказский стрелковый батальон, сформированный 31 декабря 1899, и 1-й батальон Карского крепостного пехотного полка 20 февраля (5 марта) 1910 соединены в один полк, ставший 8-м Кавказским стрелковым. Входил в состав 2-й Кавказской стрелковой дивизии, дислоцировался в Александрополе. На 19 июля (1 августа) 1914 состоял из 2-х, с 11 (24) декабря 1914 из 3-х, затем с 31 октября (13 ноября) 1915 из 4-х батальонов.

## Командиры полка
- xx.xx.xxxx-xx.xx.xxxx — полковник Гаврилов, Николай Иванович
- 20.08.1904-21.12.1906 — полковник Скляревский, Василий Епифанович
- xx.xx.1908-после 01.01.1909 — полковник Яцковский, Николай Марцелович
- до 01.01.1910-xx.xx.xxx — полковник Богомолов, Иван Николаевич
- 09.03.1914-23.06.1916 — полковник Чаплинский, Зенон Афанасьевич
- 08.07.1916-после 03.01.1917 — полковник Васильченко, Игнатий Михайлович
- xx.xx.1917-после 11.10.1917 — полковник Егупов, Яков Константинович

## Знаки отличия
1. Дужине пожаловано знамя образца 1883 года с малиновой каймой и образом святых Космы и Дамиана, высочайший приказ от 6 мая 1897.
2. Георгиевское знамя 8-го кавказского стрелкового батальона. На древко установлена скоба с надписью: «1888. 4-я Кавказская туземная стрелковая дружина. 1910. 8-го Кавказского стрелкового полка».[2]
3. Чинам роты, которая сформирована из 1-й роты Карсского крепостного пехотного полка переданы знаки отличия с надписью «за отличие при покорении Западного Кавказа в 1864 году».